# ジェームズ・リヴィングストン (第2代キルシス子爵)
第2代キルシス子爵ジェームズ・リヴィングストン（英語: James Livingston, 2nd Viscount Kilsyth、1640年代 – 1706年）は、スコットランド貴族。

## 生涯
初代キルシス子爵ジェームズ・リヴィングストンとユーフェイム（Euphame、旧姓カニンガム（Cunningham）、サー・デイヴィッド・カニンガムの娘）の息子として生まれた。
1661年9月7日に父が死去すると、キルシス子爵位を継承、1664年6月9日に父の遺産継承者として正式に認定された。
1706年に生涯未婚のまま死去、弟ウィリアムが爵位を継承した。